# Chris Rea
Christopher Anton Rea (* 4. března 1951, Middlesbrough v Anglii) je britský kytarista, zpěvák a autor písní. Jeho hudba se dá zařadit mezi pop, blues a rock. Doposud se prodalo 30 miliónů jeho alb. Je známý především díky svému chraplavému hlasu. V mnoha ohledech bývá často přirovnáván k Barrymu Whiteovi. Žádná jeho píseň nevystoupala až na první příčku britské hitparády. 

## Diskografie

### Studiová alba
- Whatever Happened To Benny Santini? (1978)
- Deltics (1979)
- Tennis (1980)
- Chris Rea (1981)
- Water Sign (1983)
- Wired to the Moon (1984)
- Shamrock Diaries (1985)
- On the Beach (1986)
- Dancing with Strangers (1987)
- The Road to Hell (1989)
- Auberge (1991)
- God's Great Banana Skin (1992)
- Espresso Logic (1993)
- La Passione (1996)
- The Blue Cafe (1998)
- The Road to Hell: Part 2 (1999)
- King of the Beach (2000)
- Dancing Down the Stony Road / Stony Road (2002)
- Blue Street (Five Guitars) (2003)
- Hofner Blue Notes (2003)
- The Blue Jukebox (2004)
- Blue Guitars (2005)
- The Road to Hell and Back (2006)
- The Return of the Fabulous Hofner Bluenotes (2008)
- Santo Spirito Blues (2011)
- Road Songs for Lovers (2017)
- One fine day (2019)

### Kompilace
- New Light Through Old Windows (1988)
- The Best of Chris Rea (1994)
- The Very Best of Chris Rea (2001)
- Heartbeats - Chris Rea's Greatest Hits (2005)
- The Platinum Collection - Chris Rea (2006)

### Živá alba
- The Road to Hell and Back (2006)

### DVD
- Dancing Down The Stony Road
- The Road To Hell & Back
- Videos (Unofficial Release)
- Parting Shots (1999)